# Popis sisavaca u Hrvatskoj
Sisavci u Republici Hrvatskoj pripadaju carstvu životinje (lat. Animalia), koljenu svitkovci (lat. Chordata) te razredu sisavci (lat. Mammalia). U Hrvatskoj je zabilježeno stotinjak vrsta sisavaca od koji 90 autohtono pripada području RH te s tom brojkom spada u osam europskih zemalja s najvećim brojem vrsta sisavaca. Na području RH obitavaju i još neke vrste sisavaca poput konja i magarca, ali se ne smatraju divljim već domesticiranim, udomaćenim vrstama.

## Sistematika sisavaca u Hrvatskoj
Sisavci u Hrvatskoj sistematski se mogu svrstati u 6 redova:
- Eulipotyphla (ranije Insectivora) – kukcojedi
- Chiroptera – šišmiši
- Carnivora – zvijeri
- Cetartiodactyla (ranije Cetacea i Artiodactyla) – kitovi + parnoprstaši
- Rodentia – glodavci
- Lagomorpha – dvojezupci

Eulipotyphla Waddell et al., 1999 – kukcojedi
1. Erinaceus roumanicus Barrett-Hamilton, 1900. – (sjeverni) bjeloprsi jež
2. Crocidura leucodon Hermann, 1780. – dvobojna rovka
3. Crocidura suaveolens Pallas, 1811. – poljska rovka
4. Suncus etruscus Savi, 1822. – patuljasta rovka
5. Neomys anomalus Cabrera, 1907. – močvarna rovka
6. Neomys fodiens Pennant, 1771. – vodena rovka
7. Sorex alpinus Schinz, 1837. – planinska rovka
8. Sorex araneus Linnaeus, 1758. – šumska rovka
9. Sorex minutus Linnaeus, 1766. – mala rovka
10. Talpa europaea Linnaeus, 1758. – europska krtica
11. Talpa caeca Savi, 1822. – patuljasta krtica

Chiroptera Blumenbach, 1779 – šišmiši
12. Rhinolophus blasii Petters, 1866 – sredozemni potkovnjak
13. Rhinolophus euryale Blasius, 1853 – južni potkovnjak
14. Rhinolophus ferrumequinum (Schreber, 1774) – veliki potkovnjak
15. Rhinolophus hipposideros (Bechstein, 1800) – mali potkovnjak      
16. Barbastella barbastellus (Schreber, 1774) – širokouhi mračnjak
17. Eptesicus nilssoni (Keyserling et Blasius, 1839) – sjeverni noćnjak
18. Eptesicus serotinus (Schreber, 1774) – kasni noćnjak
19. Hypsugo savii (Bonaparte, 1837) – primorski šišmiš
20. Miniopterus schreibersi (Kuhl, 1917) – dugokrili pršnjak
21. Myotis alcathoe von Helversen & Heller, 2001 – mali brkati šišmiš
22. Myotis aurascens Kuzyakin, 1935 – Kuzjakinov šišmiš
23. Myotis bechsteini (Kuhl, 1817) – velikouhi šišmiš
24. Myotis blythii (Tomes, 1857) – oštrouhi šišmiš 
25. Myotis brandti (Eversmann, 1845) – Brandtov šišmiš
26. Myotis capaccinii (Bonaparte, 1837) – dugonogi šišmiš
27. Myotis dasycneme (Boie, 1825) – močvarni šišmiš
28. Myotis daubentoni (Kuhl, 1817) – riječni šišmiš
29. Myotis emarginatus (Geoffroy, 1806) – riđi šišmiš
30. Myotis myotis (Borkhausen, 1797) – veliki šišmiš
31. Myotis mystacinus (Kuhl, 1817) – brkati šišmiš
32. Myotis nattereri (Kuhl, 1817) – resasti šišmiš
33. Nyctalus lasiopterus (Schreber, 1780) – veliki večernjak
34. Nyctalus leisleri (Kuhl, 1817) – mali večernjak
35. Nyctalus noctula (Schreber, 1774) – rani večernjak
36. Pipistrellus kuhlii (Natterer in Kuhl, 1817) – bjelorubi šišmiš
37. Pipistrellus nathusii (Keyserling et Blasius, 1839) – mali šumski šišmiš
38. Pipistrellus pipistrellus (Schreber, 1774) – patuljasti šišmiš
39. Pipistrellus pygmaeus (Leach, 1825) – močvarni patuljasti šišmiš
40. Plecotus auritus (Linnaeus, 1758) – smeđi dugoušan
41. Plecotus austriacus (Fischer, 1829) – sivi dugoušan
42. Plecotus kolombatovici  Đulić, 1980 – Kolombatovićev dugoušan
43. Plecotus macrobularis  Đulić, 1980 – gorski dugoušan
44. Vespertilio murinus Linnaeus 1758 – dvobojni šišmiš
45. Tadarida teniotis (Rafinesque, 1814) – sredozemni slobodnorepac

Carnivora Bowdich, 1821. – zvijeri
46. Lutra lutra (Linnaeus, 1758)–  vidra
47. Meles meles (Linnaeus, 1758) – jazavac
48. Martes foina (Erxleben, 1777) – kuna bjelica
49. Martes martes (Linnaeus, 1758) – kuna zlatica
50. Mustela erminea Linnaeus, 1758– zerdav
51. Mustela nivalis Linaeus, 1766 – lasica
52. Mustela putorius Linnaeus, 1758 – tvor
53. Canis aureus Linnaeus, 1758 – čagalj
54. Canis lupus Linnaeus, 1758 – vuk
55. Vulpes vulpes (Linnaeus, 1758) – lisica
56. Felis silvestris Schreber, 1775 – divlja mačka
57. Lynx lynx (Linnaeus, 1758) – ris
58. Ursus arctos Linnaeus, 1758 – mrki medvjed
59. Nyctereutes procyonoides (Gray, 1834) – kunopas
60. Herpestes auropunctatus (Hodgson, 1836) – mali indijski mungos

Cetartiodactyla Montgelard, Catzeflis & Douzery, 1997 – kitovi i parnoprstaši
61. Stenella coeruleoalba (Meyen, 1833) – prugasti dupin
62. Tursiops truncatus (Montagu, 1821) – dobri dupin
63. Grampus griseus (G. Cuvier, 1812) – glavati dupin
64. Ziphius cavirostris G. Cuvier, 1823 – Cuvierov kljunasti kit
65. Sus scrofa Linnaeus, 1758 – divlja svinj
66. Capreolus capreolus (Linnaeus, 1758) – srna
67. Cervus elaphus Linnaeus, 1758 – jelen
68. Rupicapra rupicapra (Linnaeus, 1758) – divokoza
69. Dama dama (Linnaeus, 1758) – jelen lopatar
70. Ovis orientalis Gmelin, 1774 – muflon
71. Axis axis (Erxleben, 1777) – jelen aksis
72. Ammotragus lervia (Pallas, 1777) – grivasti skakač

Rodentia Bowdich, 1821 – glodavci
73. Sciurus vulgaris Linnaeus, 1758 – europska vjeverica
74. Castor fiber Linnaeus, 1758 – europski dabar
75. Cricetus cricetus (Linnaeus, 1758) – veliki hrčak
76. Arvicola amphibius (Linnaeus, 1758) – vodeni voluhar
77. Arvicola scherman (Shaw, 1801) – brdski vodeni voluhar
78. Myodes glareolus (Schreber, 1780) – riđa voluharica
79. Dinaromys bogdanovi (Martino, 1922) – runati, dinarski voluhar
80. Chionomys nivalis (Martins, 1842) – snježna voluharica
81. Microtus agrestis (Linnaeus, 1761) – livadna voluharica
82. Microtus arvalis (Pallas, 1778) – poljska voluharica
83. Microtus liechtensteini (Wettstein, 1927) – istočnoalpski voluharić
84. Microtus subterraneus (de Selys-Longchamps, 1836) – podzemni voluharić
85. Apodemus agrarius (Pallas, 1771) – prugasti poljski miš
86. Apodemus flavicollis (Melchior, 1834) – žutogrli šumski miš
87. Apodemus mystacinus (Danford et Alston, 1877) – krški miš
88. Apodemus sylvaticus (Linnaeus, 1758) – šumski miš
89. Micromys minutus (Pallas, 1771) – patuljasti miš
90. Mus musculus Linnaeus, 1758 – istočni kućni miš
91. Mus spicilegus Petenyi, 1882 – miš humkaš
92. Rattus norvegicus (Berkenhout, 1769) – štakor selac
93. Rattus rattus (Linnaeus, 1758) – kućni štakor
94. Dryomys nitedula (Pallas, 1778) – gorski puh
95. Eliomys quercinus (Linnaeus, 1766) – vrtni puh
96. Glis glis (Linnaeus, 1766) – sivi puh
97. Muscardinus avellanarius (Linnaeus, 1758) – puh lješnikar
98. Myocastor coypus (Molina, 1782) – nutrija
99. Ondatra zibethicus (Linnaeus, 1766) – bizamski štakor, bizam

Lagomorpha Brandt, 1855 – dvojezupci
100. Lepus europaeus Pallas, 1778 – europski zec
101. Oryctolagus cuniculus]] (Linnaeus, 1758) – kunić

## Izumrle vrste sisavaca u RH
Tijekom prošlosti su u RH živjele još neke vrste sisavaca koje su u međuvremenu izumrle i čije se jedinke više ne obitavaju unutar njenih granica.
Izumrle su sljedeće vrste:
Mustela lutreola (Linnaeus, 1761) – vodena vidrica (Carnivora)
Monachus monachus (Hermann, 1779) – sredozemna medvjedica (Carnivora)
Nannospalax leucodon (Nordmann, 1840) – srijemski sljepaš (Rodentia)
Spermophilus citellus (Linnaeus, 1766) – tekunica (Rodentia)
Osim navedenih vrsta krajem 19. stoljeća izurmli su Lynx lynx (ris) i Castor fiber (dabar), ali su ponovno naseljeni pa sada opet čine dio teriofaune RH.

## Zaštićeni sisavci na području RH
Ovo je popis zaštićenih sisavaca zabilježenih na području RH. Sve ove životinjske vrste su zaštićene Zakonom o zaštiti prirode od 28. lipnja 2013. godine i Pravilnikom izdanim u NN 73/2016 od donositelja Ministarstva zaštite okoliša i prirode objavljenog u tiskanog izdanju Narodnih novina 10. kolovoza 2016. godine.   
| Red             | Vrsta (lat.)                  | Vrsta (hrv.)               | Endem |
| --------------- | ----------------------------- | -------------------------- | ----- |
| Carnivora       | Canis lupus                   | vuk                        |       |
| Carnivora       | Felis silvestris              | divlja mačka               |       |
| Carnivora       | Lynx lynx                     | ris                        |       |
| Carnivora       | Lutra lutra                   | vidra                      |       |
| Carnivora       | Mustela lutreola              | europska vidrica           |       |
| Carnivora       | Monachus monachus             | sredozemna medvjedica      |       |
| Carnivora       | Ursus arctos                  | smeđi medvjed              |       |
| Cetartiodactyla | Balaenoptera physalus         | kit perajar                |       |
| Artiodactyla    | Rupicapra rupicapra balcanica | balkanska divokoza         |       |
| Cetacea         | Delphinus delphis             | obični dupin               |       |
| Cetacea         | Globicephala melas            | bjelogrli dupin            |       |
| Cetacea         | Grampus griseus               | glavati dupin              |       |
| Cetacea         | Pseudorca crassidens          | crni dupin                 |       |
| Cetacea         | Stenella coeruleoalba         | prugasti dupin             |       |
| Cetacea         | Tursiops truncatus            | dobri dupin                |       |
| Cetacea         | Physeter macrocephalus        | ulješura                   |       |
| Cetacea         | Ziphius cavirostris           | krupnozubi dupin           |       |
| Chiroptera      | Tadarida teniotis             | sredozemni slobodnorepac   |       |
| Chiroptera      | Rhinolophus blasii            | Blazijev potkovnjak        |       |
| Chiroptera      | Rhinolophus euryale           | južni potkovnjak           |       |
| Chiroptera      | Rhinolophus ferrumequinum     | veliki potkovnjak          |       |
| Chiroptera      | Rhinolophus hipposideros      | mali potkovnjak            |       |
| Chiroptera      | Rhinolophus mehelyi           | Meheljev potkovnjak        |       |
| Chiroptera      | Barbastella barbastellus      | širokouhi mračnjak         |       |
| Chiroptera      | Eptesicus nilssonii           | sjeverni noćnjak           |       |
| Chiroptera      | Eptesicus serotinus           | kasni noćnjak              |       |
| Chiroptera      | Hypsugo savii                 | primorski šišmiš           |       |
| Chiroptera      | Miniopterus schreibersii      | dugokrili pršnjak          |       |
| Chiroptera      | Myotis alcathoe               | mali brkati šišmiš         |       |
| Chiroptera      | Myotis aurascens              | primorski brkati šišmiš    |       |
| Chiroptera      | Myotis bechsteinii            | velikouhi šišmiš           |       |
| Chiroptera      | Myotis blythii                | oštrouhi šišmiš            |       |
| Chiroptera      | Myotis brandtii               | Brandtov šišmiš            |       |
| Chiroptera      | Myotis capaccinii             | dugonogi šišmiš            |       |
| Chiroptera      | Myotis dasycneme              | močvarni šišmiš            |       |
| Chiroptera      | Myotis daubentonii            | riječni šišmiš             |       |
| Chiroptera      | Myotis emarginatus            | riđi šišmiš                |       |
| Chiroptera      | Myotis myotis                 | veliki šišmiš              |       |
| Chiroptera      | Myotis mystacinus             | brkati šišmiš              |       |
| Chiroptera      | Myotis nattereri              | resati šišmiš              |       |
| Chiroptera      | Nyctalus lasiopterus          | veliki večernjak           |       |
| Chiroptera      | Nyctalus leisleri             | mali večernjak             |       |
| Chiroptera      | Nyctalus noctula              | rani večernjak             |       |
| Chiroptera      | Pipistrellus kuhlii           | bjelorubi šišmiš           |       |
| Chiroptera      | Pipistrellus nathusii         | mali šumski šišmiš         |       |
| Chiroptera      | Pipistrellus pipistrellus     | patuljasti šišmiš          |       |
| Chiroptera      | Pipistrellus pygmaeus         | patuljasti močvarni šišmiš |       |
| Chiroptera      | Plecotus austriacus           | sivi dugoušan              |       |
| Chiroptera      | Plecotus auritus              | smeđi dugoušan             |       |
| Chiroptera      | Plecotus kolombatovici        | Kolombatovićev dugoušan    |       |
| Chiroptera      | Plecotus macrobullaris        | gorski dugoušan            |       |
| Chiroptera      | Vespertilio murinus           | dvobojni šišmiš            |       |
| Eulipotyphla    | Talpa europaea                | krtica                     |       |
| Rodentia        | Castor fiber                  | europski dabar             |       |
| Rodentia        | Cricetus cricetus             | hrčak                      |       |
| Rodentia        | Dinaromys bogdanovi           | dinarski voluhar           | da    |
| Rodentia        | Dryomys nitedula              | gorski puh                 |       |
| Rodentia        | Muscardinus avellanarius      | puh orašar                 |       |
| Rodentia        | Spalax leucodon               | sljepaš                    |       |
| Rodentia        | Spermophilus citellus         | tekunica                   |       |

Pod zaštitom su i ostale vrste kitova (Cetacea) koje se povremeno pojave u Jadranskom moru, također i sve ostale vrste šišmiša (Chiroptera) koje se pojave na teritoriju RH.

## Ostali sisavci u RH koji imaju reguliran status
Uz zaštićene sisavce, na području RH postoji populacija sisavaca čiji status je pod zaštitom drugačije reguliran u odnosu na zaštićene vrste. Ta zaštita uglavnom podrazumijeva lovnu praksu to jest razdoblja tijekom godine kada je omogućeno da se uz dobro gospodarenje divljim sisavcima bez narušavanja prirodne ravnoteže iz prirode izuzmu jedinke putem lova. Valja naglasiti da je dio zaštićenih sisavaca u RH i na listi kojoj je zbog određenih uvjeta dozvoljen odstrijel pojedinih jedinki, najbolji primjeri su smeđi medvjed, divokoza i dabar.

### Krupna divljač i lovostaj
- Jelen obični (Cervus elaphus)

jelen – od 16. siječnja do 15. kolovoza
košuta – od 16. siječnja do 30. rujna
tele – od 1. ožujka do 30. rujna
- Jelen lopatar (Dama dama)

jelen – od 1. veljače do 15. rujna
košuta – od 1. veljače do 30. rujna
tele – od 1. ožujka do 30. rujna
- Jelen axis  (Axis axis)

jelen – kad nema očišćene i zrele rogove
košuta – kad je visoko bređa
tele – od 1. siječnja do 31. prosinca
- Srna  (Capreolus capreolus)

srnjak – od 1. listopada do 30. travnja
srna i lane – od 1. veljače do 30. rujna
- Divokoza (Rupicapra rupicapra) – od 1. veljače do 30. rujna
- Muflon  (Ovis orientalis)

muflon – nema lovostaja
muflonka i janje – od 1. siječnja do 31. srpnja
- Divlja svinja  (Sus scrofa)

vepar, nazime i prase – nema lovostaja
krmača – od 1. veljače do 30. lipnja
- Smeđi medvjed (Ursus arctos) – od 16. svibnja do 15. rujna i od 16. prosinca do 28. (29.) veljače

### Sitna divljač i lovostaj
- Jazavac  (Meles meles) – od 1. prosinca do 31. srpnja
- Divlja mačka (Felis silvestris) – od 1. veljače do 31. listopada
- Kuna bjelica  (Martes foina) – nije propisan lovostaj, osim za ženku kad je visoko bređa ili dok vodi mladunčad
- Kuna zlatica  (Martes martes) – od 1. ožujka do 31. listopada
- Mala lasica (Mustela nivalis) – od 1. siječnja do 31. prosinca
- Dabar (Castor fiber) – od 1. siječnja do 31. prosinca u skladu s Planom gospodarenja dabrom u Republici Hrvatskoj i Akcijskim planom gospodarenja dabrom za pojedinu lovnu godinu
- Zec (Lepus europaeus) – od 16. siječnja do 30. rujna
- Kunić (Oryctolagus cuniculus) – nije propisan lovostaj
- Veliki puh  (Myoxus glis) – od 1. prosinca do 30. rujna
- Lisica (Vulpes vulpes) – nije propisan lovostaj, osim za ženku kad je visoko bređa ili dok vodi sitnu mladunčad